# Libertango (album)
Libertango  è un album in studio del musicista argentino Astor Piazzolla, pubblicato nel 1974.

## Descrizione
Dopo una lunga carriera, tra le altre cose Astor Piazzolla era stato il primo bandoneon dell'orchestra, delle più celebri, quella di Anibal Troilo. Nel 1957 ha radunato otto musicisti e ha iniziato un suo cammino: negli anni si è staccato dalla tradizione incorporando suggestioni prese dal jazz, dalla musica sinfonica e da quella da camera. Libertango è l'album in cui ha compiuto la svolta definitiva.

## Tracce
1. Libertango – 2:47
2. Meditango – 5:38
3. Undertango – 4:08
4. Adiós Nonino – 5:35
5. Violentango – 3:34
6. Novitango – 3:33
7. Amelitango – 3:59
8. Tristango – 6:54

## Formazione
- Astor Piazzolla – bandoneon, composizioni, arrangiamenti e orchestrazioni
- Pino Presti – basso
- Tullio De Piscopo – batteria e percussioni
- Gianni Bedori – flauto
- Marlaena Kessick – flauto
- Gianni Baiocco – flauto
- Hugo Heredia – flauto
- Filippo Daccò – chitarra
- Gianni Zilioli – marimba, organo Hammond
- Felice Da Vià – organo Hammond, piano
- Andrea Poggi – timpani, percussioni
- Elsa Parravicini – viola
- Umberto Benedetti Michelangeli – violino
- Paolo Salvi – violoncello
- Aldo Pagani – produzione